# Plaza del Adelantado
La plaza del Adelantado es una céntrica plaza de la ciudad de San Cristóbal de La Laguna en Tenerife (Canarias, España). 

## Localización
La plaza se encuentra en el centro del casco antiguo de la ciudad. A su alrededor se encuentran el Ayuntamiento, los juzgados del municipio, el mercado municipal (provisionalmente en la plaza del Cristo a la espera de la construcción de un nuevo edificio) y la Ermita de San Miguel Arcángel. 

## Historia

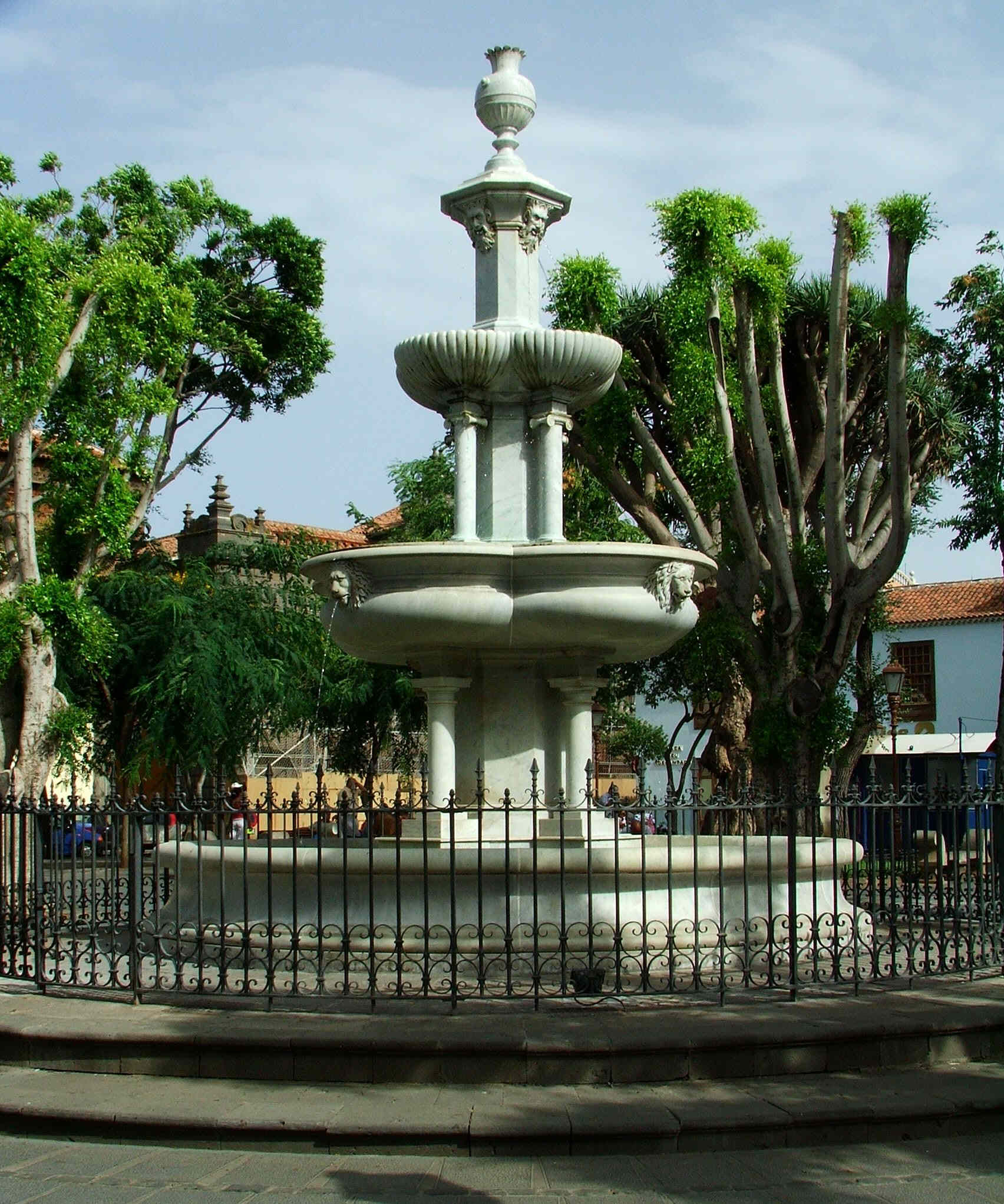
Fuente de la plaza

Recibe el nombre del primer Adelantado, Alonso Fernández de Lugo, conquistador de las islas de La Palma y Tenerife, que, a principios del siglo XVI, tuvo su residencia en un extremo de esta plaza, concretamente en una parte del solar que hoy ocupa el Convento de Santa Catalina de Siena.
Se creó para cumplir las funciones de plaza mayor de la villa, tanto por sus dimensiones como por la importancia de los edificios que la circundaban en el siglo XVI. En ella se celebraban hasta el siglo XX los actos públicos más relevantes de la ciudad, entre ellos: fiestas, días de mercado, procesiones, corridas de toros e incluso ejecución de penas. 
Sus dimensiones se han mantenido a lo largo de los siglos, pero su aspecto ha variado con el paso de los años. La explanada, originariamente de tierra, fue enlosada por primera vez en 1798. En 1843, se redistribuyó el interior, colocándose árboles y bancos. 
La fuente central es de mármol es el elemento más característico de esta plaza y es la más antigua y estética de las existentes en el casco histórico lagunero. Fue encargada a Marsella (Francia), de donde la embarcaron, con destino a La Laguna, el 20 de marzo de 1869 por la Sociedad Ghirlanda Hermanos a bordo del barco "Marie Honoré". Su peso se estima que es de 30 toneladas. Está hecha a base de tazas superpuestas que sostienen esbeltas columnitas y no faltan los mascarones con motivo ornamental. Fue colocada en 1870.

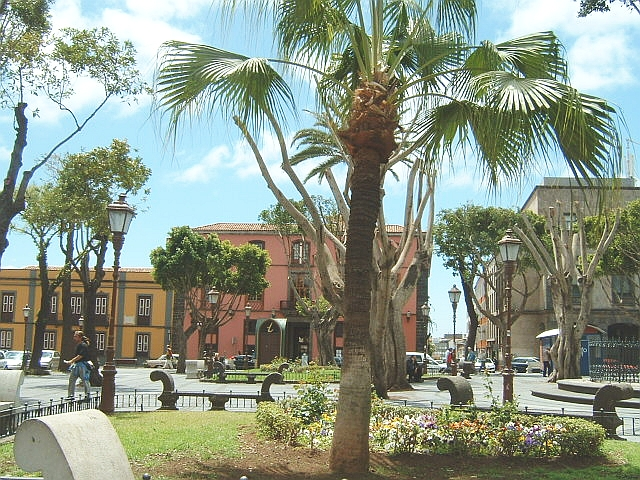
Vista de la plaza
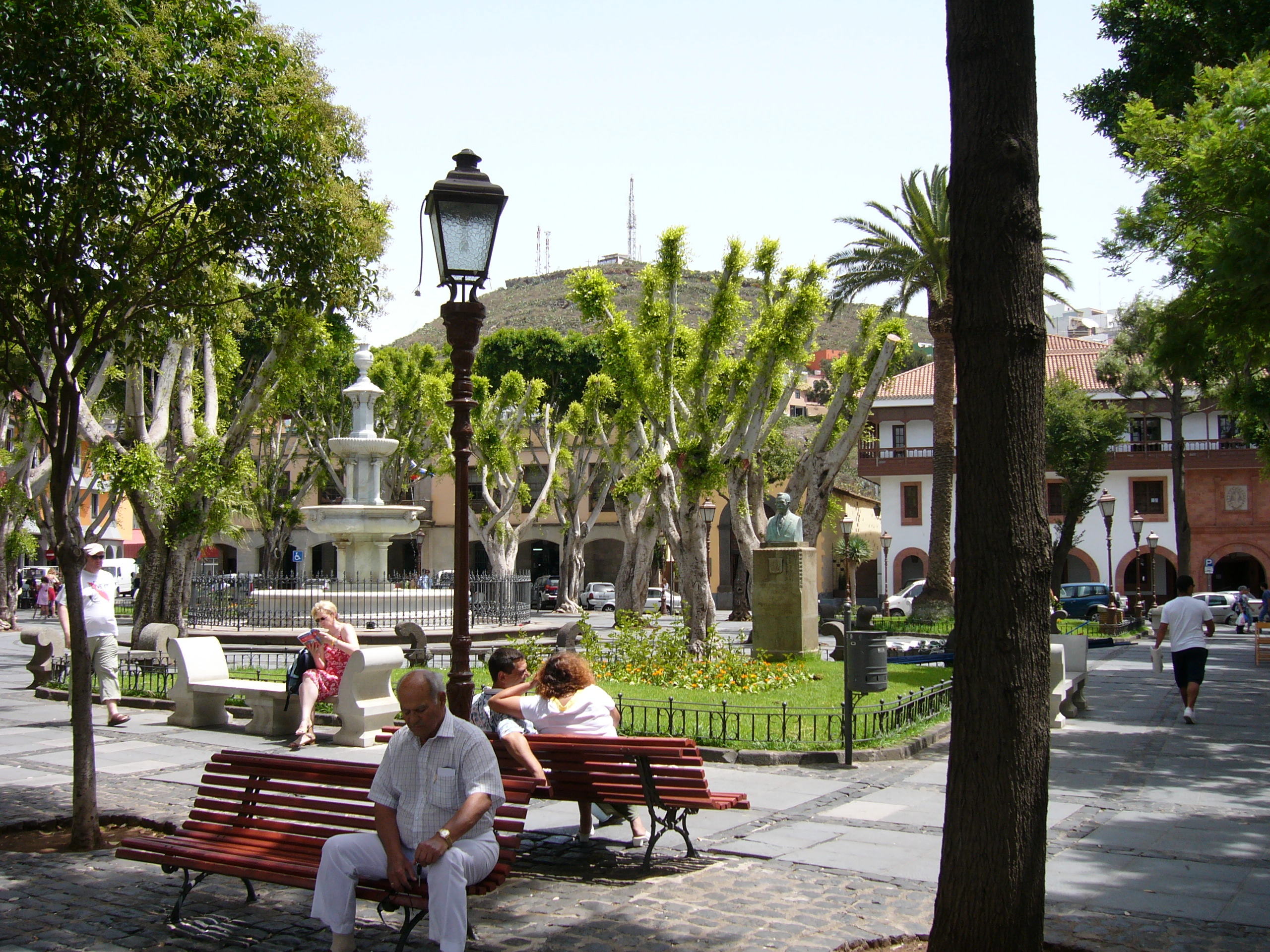
Bancos y paisaje de la plaza